# Omorgus rodriguezae
Omorgus rodriguezae är en skalbaggsart som beskrevs av Deloya 2005. Omorgus rodriguezae ingår i släktet Omorgus och familjen knotbaggar. Inga underarter finns listade i Catalogue of Life.